# Épinay-sur-Orge
Épinay-sur-Orge  [epinɛ syʁ ɔʁʒ] je francouzská obec v departementu Essonne v regionu Île-de-France.

## Poloha
Obec Épinay-sur-Orge se nachází asi 20 km jihozápadně od Paříže. Obklopují ji obce Longjumeau na severozápadě a na severu, Savigny-sur-Orge na severovýchodě a na východě, Villemoisson-sur-Orge na jihovýchodě, Sainte-Geneviève-des-Bois na jihu, Villiers-sur-Orge na jihozápadě a Ballainvilliers na západě.

## Vývoj počtu obyvatel
Počet obyvatel